# Pieve San Giacomo
Pieve San Giacomo – miejscowość i gmina we Włoszech, w regionie Lombardia, w prowincji Cremona.
Według danych na rok 2004 gminę zamieszkiwały 1424 osoby, 101,7 os./km².